# Мргашат
Мргашат (вірм. Մրգաշատ) — село в марзі Армавір, на заході Вірменії. Село розташоване за 3 км на південний схід від міста Армавір, за 2 км на північний схід від села Советакан та за 3 км на північний захід від села Аревік. Біля села розташована Гаратапа — місцезнаходження Бронзової доби.